# Varhaug Station
Varhaug Station (Varhaug stasjon) er en jernbanestation på Jærbanen, en del af Sørlandsbanen, der ligger i byområdet Varhaug i Hå kommune i Norge. Den består af nogle få spor, to perroner der ligger forskudt i forhold til hinanden, en tidligere stationsbygning i gråmalet træ og en parkeringsplads.
Stationen åbnede som holdeplads sammen med Jærbanen 1. marts 1878. Oprindeligt hed den Varhoug, men stavemåden blev ændret til Varhaug omkring 1907. Den blev opgraderet til station omkring 1881. Den blev fjernstyret 7. juli 1964.